# Gare de Champagné
La gare de Champagné est une halte ferroviaire française de la ligne de Paris-Montparnasse à Brest, située sur le territoire de la commune de Champagné, dans le département de la Sarthe, en région Pays de la Loire.
C'est une halte de la Société nationale des chemins de fer français (SNCF) desservie par les trains du réseau TER Pays de la Loire.

## Situation ferroviaire

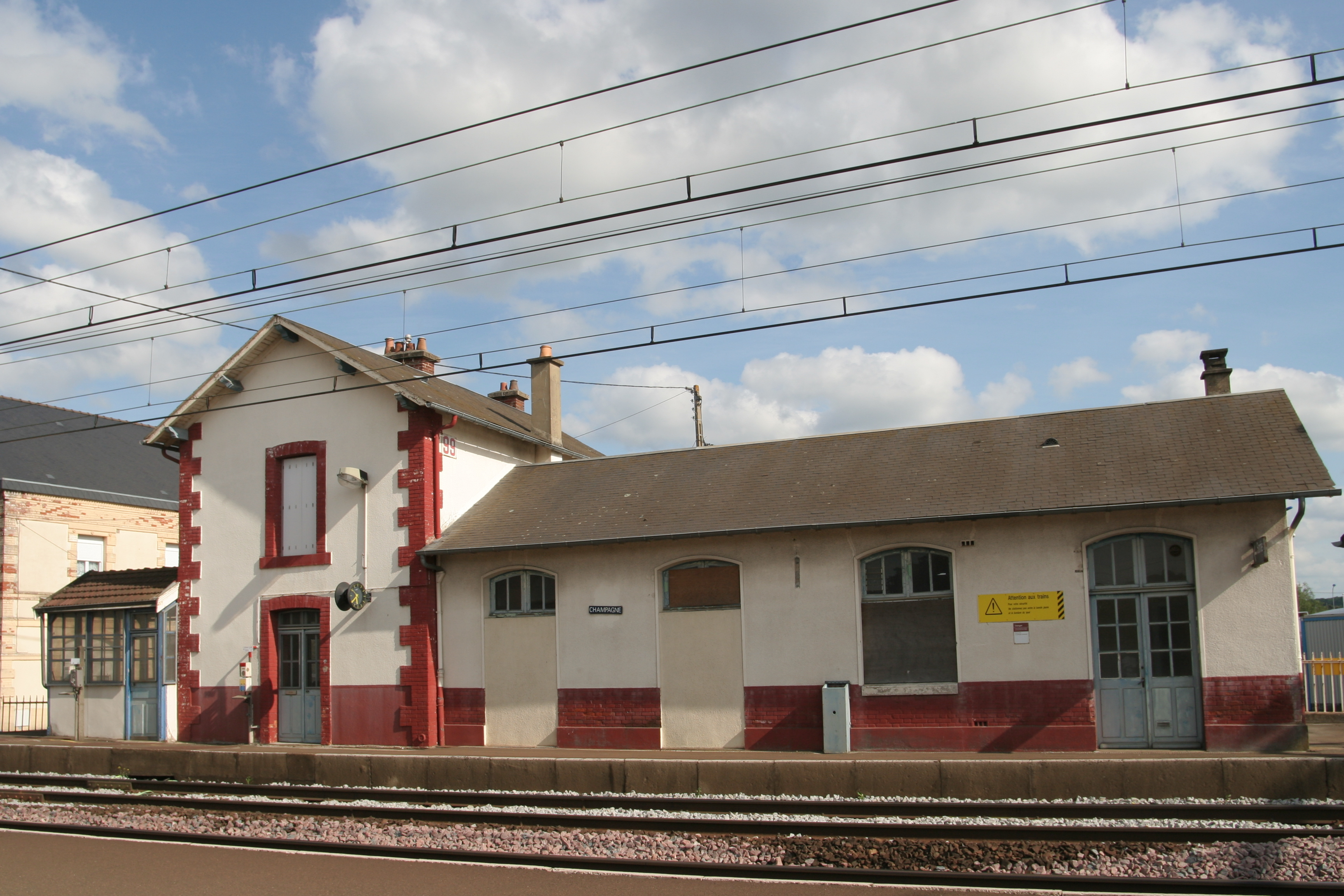
L'ancien bâtiment voyageurs.

Établie à 65 m d'altitude, la gare de Champagné est située au point kilométrique (PK) 199,637 de la ligne de Paris-Montparnasse à Brest, entre les gares ouvertes de Saint-Mars-la-Brière et Le Mans. Elle est séparée de cette dernière par la gare aujourd'hui fermée d'Yvré-l'Évêque.

## Histoire
Elle est ouverte en mai 1857 avec l'ouverture de la voie entre la gare de Chartres et la gare de Rennes. Le bâtiment voyageurs existe toujours mais il est désaffecté.

## Fréquentation
De 2015 à 2023, selon les estimations de la SNCF, la fréquentation annuelle de la gare s'élève aux nombres indiqués dans le tableau ci-dessous.
| Année     | 2015   | 2016   | 2017   | 2018   | 2019   | 2020   | 2021   | 2022   | 2023   |
| --------- | ------ | ------ | ------ | ------ | ------ | ------ | ------ | ------ | ------ |
| Voyageurs | 40 979 | 34 654 | 26 741 | 20 618 | 22 836 | 14 192 | 13 105 | 17 740 | 15 911 |

## Service des voyageurs

### Accueil
Elle est équipée de deux quais latéraux encadrant deux voies, le changement de quai se fait par un passage souterrain.
Un parc pour les vélos et un parking pour les véhicules y sont aménagés.
C'est un point d'arrêt non géré (PANG).

### Desserte
La gare est desservie par des trains du réseau TER Pays de la Loire circulant entre Nogent-le-Rotrou et Le Mans, au nombre de 7 allers-retours par jour en semaine. Ces trains sont pratiquement tous omnibus. Au-delà de Nogent-le-Rotrou, 1 aller-retour appartenant alors à partir de cette gare au réseau TER Centre-Val de Loire est prolongé ou amorcé en gare de Chartres.
Le temps de trajet est d'environ 5 minutes depuis Le Mans, 40 minutes depuis Nogent-le-Rotrou et 1 heure 30 minutes depuis Chartres.

## Service des marchandises
Cette gare est ouverte au trafic du fret.